# Линкълн Файненшъл Фийлд
„Линкълн Файненшъл Фийлд“ е стадион за американски футбол във Филаделфия, Пенсилвания, САЩ. Това е домакинският стадион на „Филаделфия Ийгълс“ от НФЛ. Той е част от спортния комплекс в Южна Филаделфия и има капацитет от 67 594 места .
Стадионът ще бъде домакин на множество мачове по време на Световното първенство по футбол през 2026 г. и Световното клубно първенство по футбол през 2025 г.